# 김재신 (1975년)
김재신(한국 한자: 金在新, 1975년 3월 3일 ~ )은 대한민국의 전 축구 선수이며, 포지션은 미드필더였다.